# Eupithecia albibisecta
Eupitecia albibisecta es una especie de polilla de la familia Geometridae. La especie fue descrita por primera vez en 1906 con distribución en Nueva Guinea. El sintipo de la especie fue descrita en los alrededores del río Angabunga.